# Skandinaviska Banken
Skandinaviska Banken bildades som Skandinaviska Kreditaktiebolaget den 6 november 1863 i Göteborg, med göteborgaren Oscar Ekman som grundare. Från 1938 var bankens namn Skandinaviska Banken. 1972 gick banken samman med Stockholms Enskilda Bank och bildade Skandinaviska Enskilda Banken (SEB).

## Historia
Vid ett möte som nationalekonomerna från de nordiska länderna höll i Göteborg 1863, var även den danske bankdirektören, senare etatsrådet, Carl Frederik Tietgen närvarande. Bland de övriga fanns bland andra Oscar Ekman, Oscar Dickson, Olof Wijk d.y. samt André Oscar Wallenberg från Stockholm. Tietgen föreslog att man skulle bilda en större, internationell, "kreditanstalt" med säte i Köpenhamn. Intresset för detta var stort, men kraven på att huvudkontoret skulle placeras i Göteborg, kom tidigt. Den som realiserade förslagen och från början blev bankens högsta beslutsfattare var Oscar Ekman. Redan efter ett halvår kunde Ekman presentera ett förslag till bolagsordning, vilken fastställdes av Kungl. Maj:t den 6 november 1863. Aktieteckningen startade den 1 april 1864.
Vid den första bolagsstämman 21 mars 1864 valdes tio styrelseledamöter in; Gillis Bildt, Carl Fredrik Waern, John H. Wilson, Henric Isak Davidson, Olof Wijk d.y., Peter Hammarberg, Carl Frederik Tietgen, André Oscar Wallenberg, Jules Stiernblad och Oscar Ekman. Vid styrelsesammanträdet dagen därpå, utsågs Ekman till ordförande och Waern till vice ordförande.

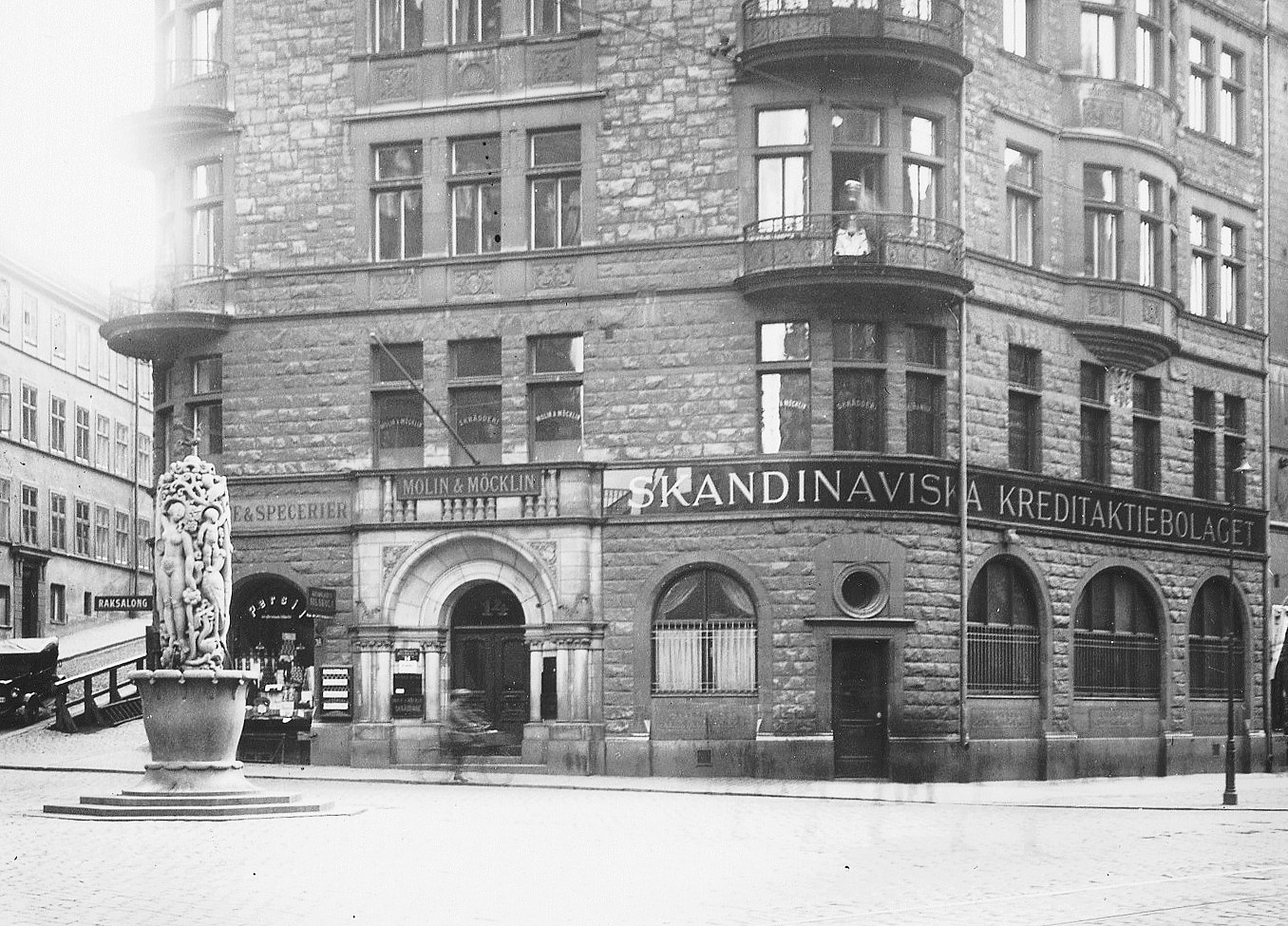
Skandinaviska Kreditaktiebolaget vid Birger Jarlsgatan 14.

Bankens första kontor (ett mindre rum) fanns i det så kallade Chalmerska huset på Södra Hamngatan 11, vilket ägdes av Oscar Ekman. Hyran var 1 350 riksdaler om året. Bolagets första verkställande direktör var Theodor Mannheimer. År 1882 köpte banken fastigheten Drottninggatan 10/Västra Hamngatan 6, och påbörjade där samma år en byggnad som ritats av arkitekterna Axel och Hjalmar Kumlien (nuv. Antikhallarna). Huset hade ursprungligen två våningar och en mezzaninvåning. Den 26 februari 1885 flyttade man in i sina nya lokaler. En första utvidgning av lokalerna gjordes redan 1895, då det uppfördes en byggnad för bland annat bankvalv på tomten Västra Hamngatan 4. Den ritades av H. Kumlien, och fick en sluten fasad. Tomten bakom det Chalmerska huset inköptes 1908, och efter ritning av arkitekt Ernst Krüger uppfördes ännu en bankbyggnad 1910–1912. Hörnhusets översta våning höjdes även då. Adressen var Drottninggatan 12. Västra Hamngatan 4 påbyggdes 1920 med två våningar. De fick en mycket originell utformning, genom en rad kolonner vilka bär en mur som upptill avslutas med en balustrad. Även denna del ritades av Ernst Krüger. År 1929 övertog banken Södra Hamngatan 11, och därefter inköptes flera av kvarterets fastigheter, bland annat för bankens verksamhet. Trots detta krävdes nya lokaler och 1974 flyttade Skandinaviska Banken till Östra Nordstaden.
Verksamheten utvidgades snabbt till att omfatta även Stockholm och Norrköping. Den 20 november 1876 invigdes Skandinaviska Kreditaktiebolagets huvudkontor vid Storkyrkobrinken 7 i Stockholm. Byggnaden ritades av slottsarkitekten Ernst Jacobsson. Möjligheten att uppföra ett eget bankhus visade sig då det blev möjligt att förvärva dels klädesfabrikören Reinhold Wilhelm Ramstedts fastighet i östra delen av kvarteret Merkurius med fasad mot Storkyrkobrinken, Västerlånggatan och Stora Gråmunkegränd, dels några angränsande rivningsfastigheter i samma kvarter, vilka ägdes av tre syskon Strehlenert. Bankens avdelningskontor i Norrköping öppnades den 1 december 1868, och de första fyrtio åren bedrevs verksamheten i förhyrda lokaler, tidigast en trappa upp i hörnet av Tyska Torget och Södra Strömsgatan. Först i början av 1900-talet beslöt styrelsen att lösa lokalfrågan genom att investera i ett eget bankhus. År 1904 inköptes huset Drottninggatan 20, som 1907-08 ombyggdes efter ritningar av arkitekten Carl Bergsten.
Det tidiga 1900-talet utgjorde en mycket expansiv fas med flera fusioner:
- 1907 fusionerades banken med Industrikreditaktiebolaget i Stockholm
- 1910 gick banken samman med Skånes Enskilda Bank, varvid banken kom att få tre huvudkontor, i Stockholm, Göteborg och Malmö.
- 1917 slogs banken samman med Sveriges Privata Centralbank och Nordiska Kreditbanken (som samma år trätt i likvidation och övertagits av Centralbanken), varefter man åter fungerade som återigen som central- och clearingbank för provinsbankerna (en roll man tidigare haft, men som i början av 1900-talet i mycket tagits över av Stockholms Handelsbank). Samma år flyttades Stockholms centralkontor till Gustav Adolfs torg; en byggnad ritad av Erik Josephson. Fastigheten, tidigare Hotell Rydberg hade redan år 1910 köpts av banken. (Se vidare Skandinaviska Bankens palats)
- 1918 förvärvades Örebro enskilda bank
- 1919 övertas Skånska Handelsbanken

Kreditaktiebolaget var Ivar Kreugers husbank, och drabbades hårt av 1930-talskrisen och Kreugerkraschen och fick ta över aktier i flera svenska företag som betalning för förfallna lån. För att klara sig fick banken statsbidrag på drygt 200 miljoner, vilket var återbetalt redan 1936. De övertagna företagen överfördes 1937 till det för ändamålet nybildade investmentbolaget AB Custos 1937.
- 1939 bytte banken namn till Skandinaviska Banken.[7]
- 1942 övertogs Borås bank och Dalslands Bank
- 1944 förvärvades Bankirfirman C G Cervin
- 1945 övertogs Södermanlands Enskilda Bank
- 1949 förvärvades Göteborgs handelsbank.
- 1965 flyttade banken in i det nybyggda centralkontoret i fastigheten Hästskon 12 vid Sergels Torg i Stockholm.
- 1969 bildas Scandinavian Bank in London Ltd. tillsammans med ett antal norska och danska banker.[7]
- 1972 assimilerades banken med Stockholms Enskilda Bank till Skandinaviska Enskilda Banken.